# Kunacz (obwód kurski)
Kunacz (ros. Кунач) – wieś (dieriewnia) w Rosji, w obwodzie kurskim, w rejonie szczigrowskim. W 2010 liczyła 263 mieszkańców.